# Ariel McDonald
Ariel McDonald, slovensko-ameriški košarkar, * 13. januar 1972, Harvey.

## Življenjepis
Ariel se je rodil in odraščal v mestu Harvey v ameriški zvezni državi Illinois. To je kraj z nekaj več kot 25.000 prebivalci, ki leži 15 km južno od Chicaga. S košarko se je začel ukvarjati že ob vstopu v osnovno šolo, to pa nadaljeval v srednji šoli in na fakulteti. Pri 22 letih je podpisal prvo profesionalno pogodbo. Njegov prvi evropski klub je bil belgijski prvoligaš Castors Braine. Nato se je preselil na jugovzhod Slovenije k tamkajšnjemu prvoligašu Interier Krško. S tem klubom je postal slovenski podprvak in se nato jeseni leta 1996 preselil v Ljubljano k Olimpiji. Junija 1997 je dobil slovensko državljanstvo, kar je pomenilo, da lahko igra za Slovenijo. To je tudi izkoristil in igral na EP leta 2001 v Turčiji. Med letoma 1994 in 2009 je igral na položaju organizatorja igre ali branilca za devet različnih klubov v sedmih državah. Sedaj je košarkarski trener v srednji šoli v mestu Plymouth v ameriški zvezni državi Minnesota.